# ميناء أبو زابورة
ميناء أبو زابورة هو ميناء بحري فلسطيني كان يقع على شواطئ قضاء طولكرم وكانت تملكه بلدية طولكرم، وقد استولت عليه إسرائيل بشكل كامل بعد عام 1948.

## عن الميناء
تملك بلدية مدينة طولكرم ميناء أبو زابورة، كما كانت بلدية طولكرم تعمل على إدارة الميناء والإشراف عليه. حتى عام 1948، كان الميناء يستخدم في تصدير المنتجات والبطيخ من مدينة طولكرم إلى مصر ولبنان وغيرها من الدول.

## استيلاء إسرائيل عليه
في أعقاب نكبة عام 1948، استولت إسرائيل على كامل سواحل قضاء طولكرم بما فيها ميناء أبو زابورة.

## معرض صور

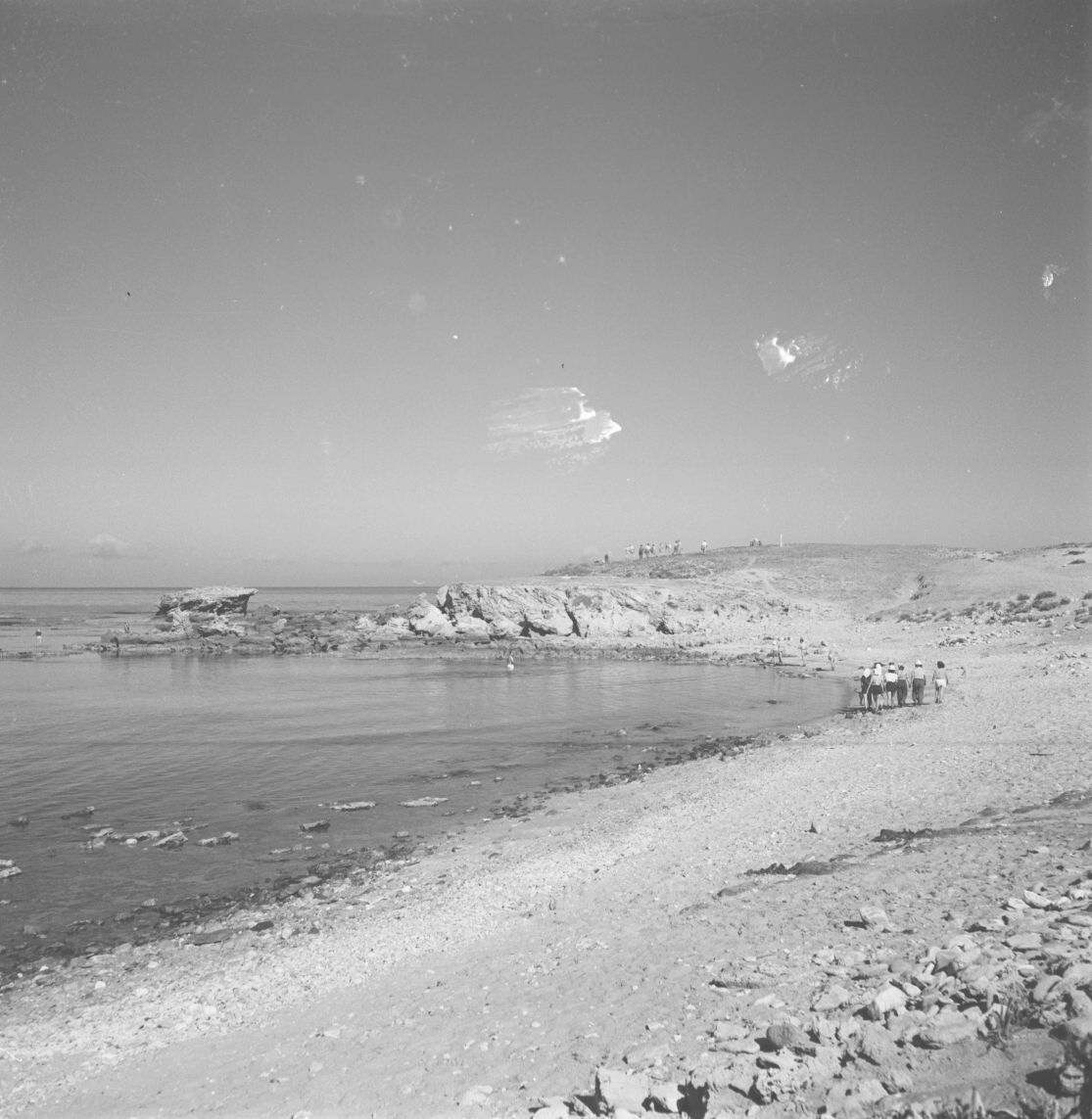
بداية السيطرة الإسرائيلية على المنطقة عام 1945
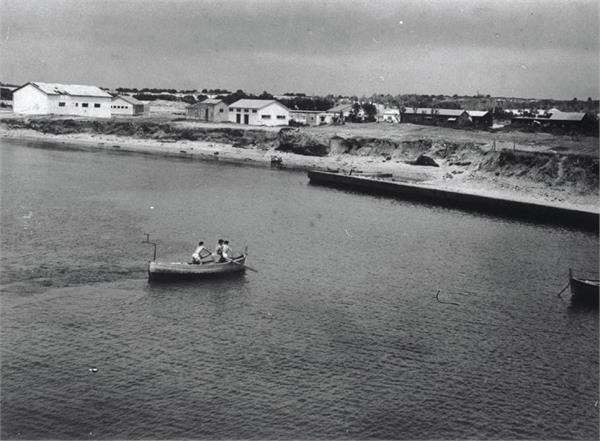
الميناء عام 1947
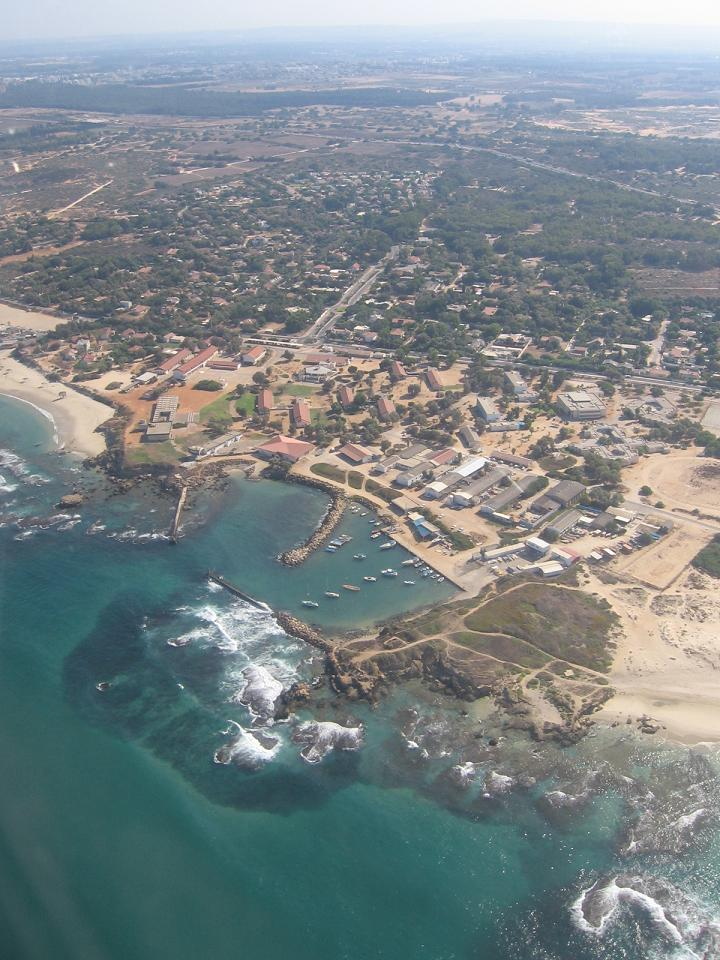
الميناء بتاريخ 12 سبتمبر 2005

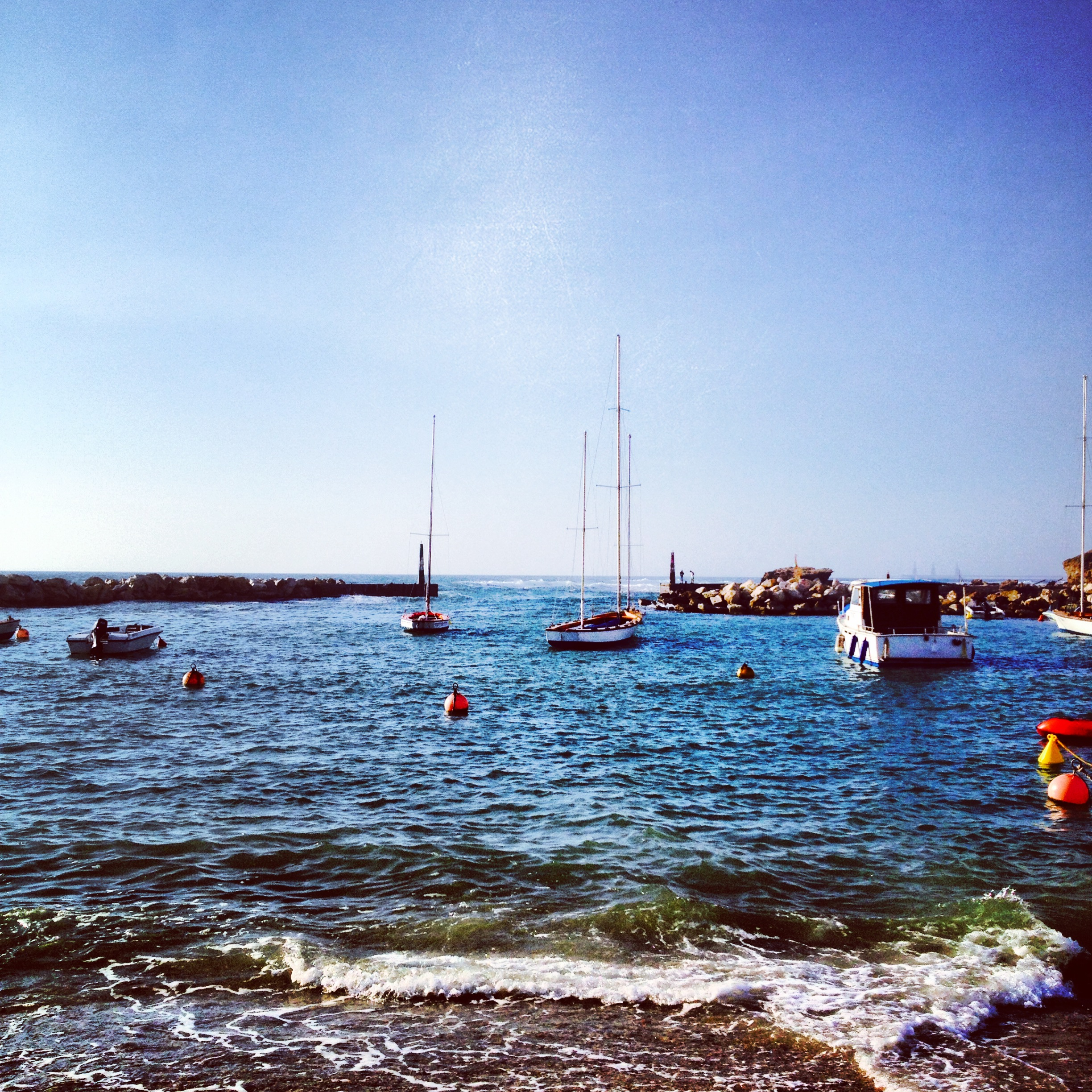
الميناء عام 2013
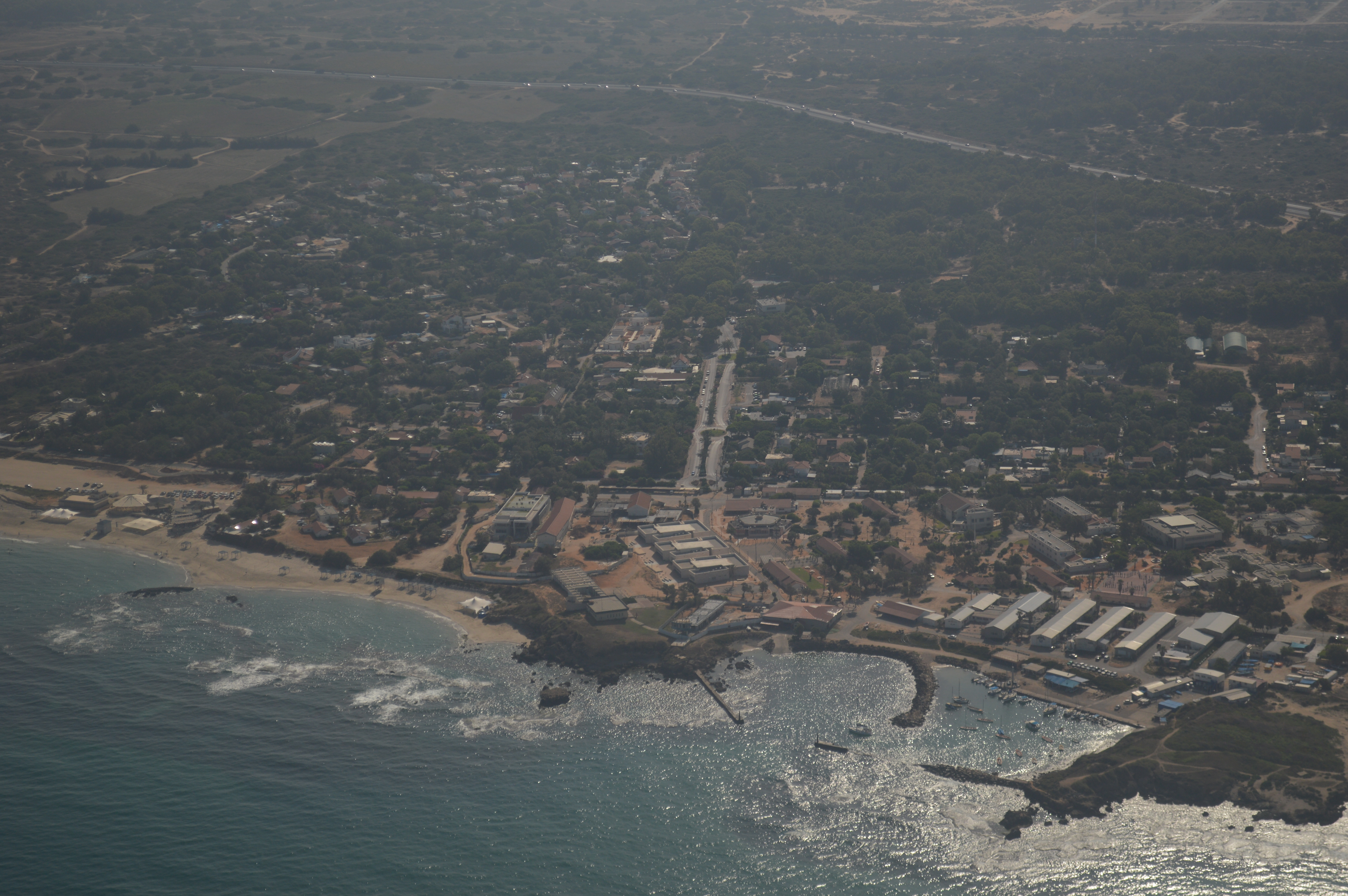
الميناء بتاريخ 7 يونيو 2013
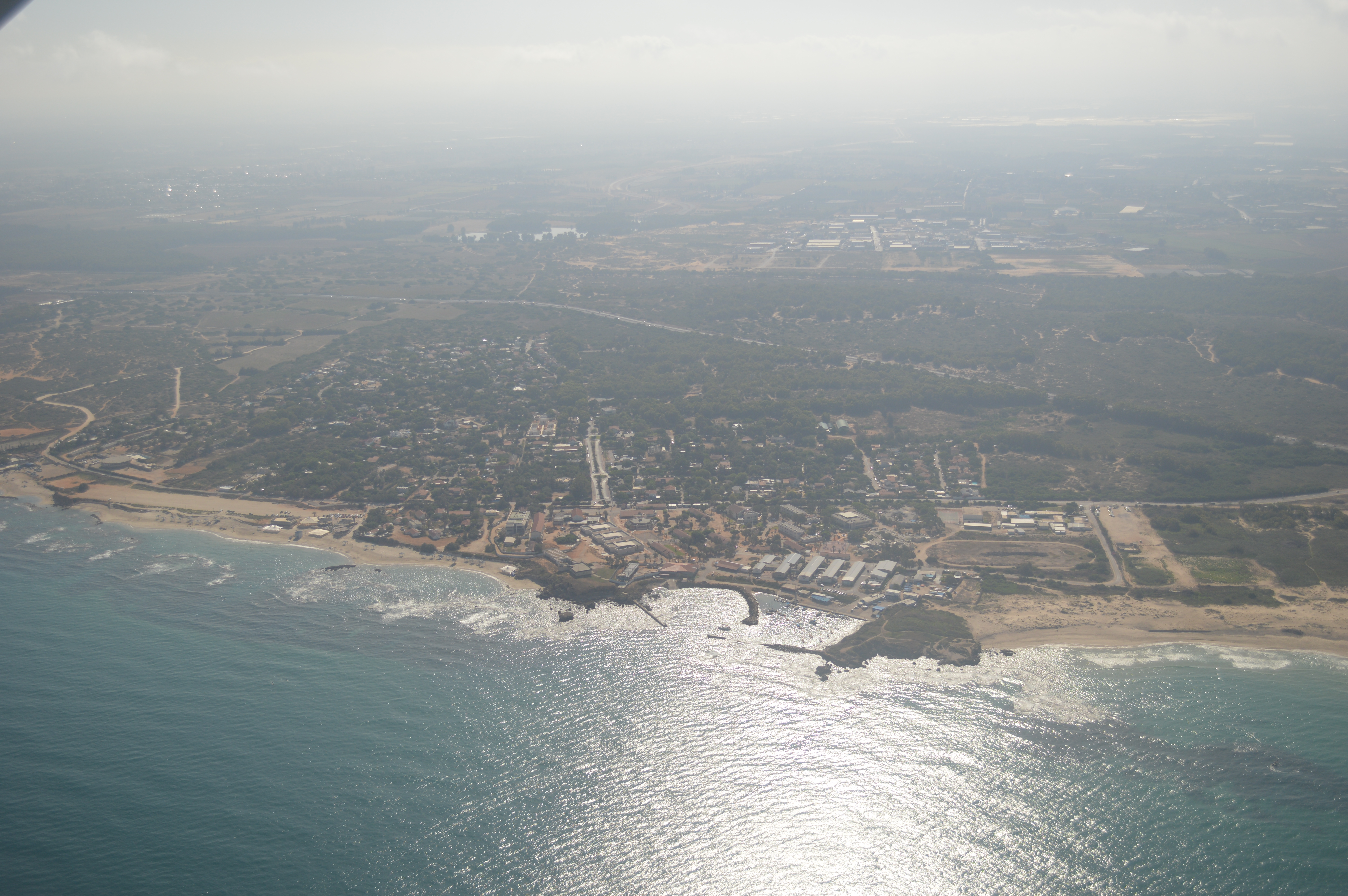
الميناء بتاريخ 7 يونيو 2013

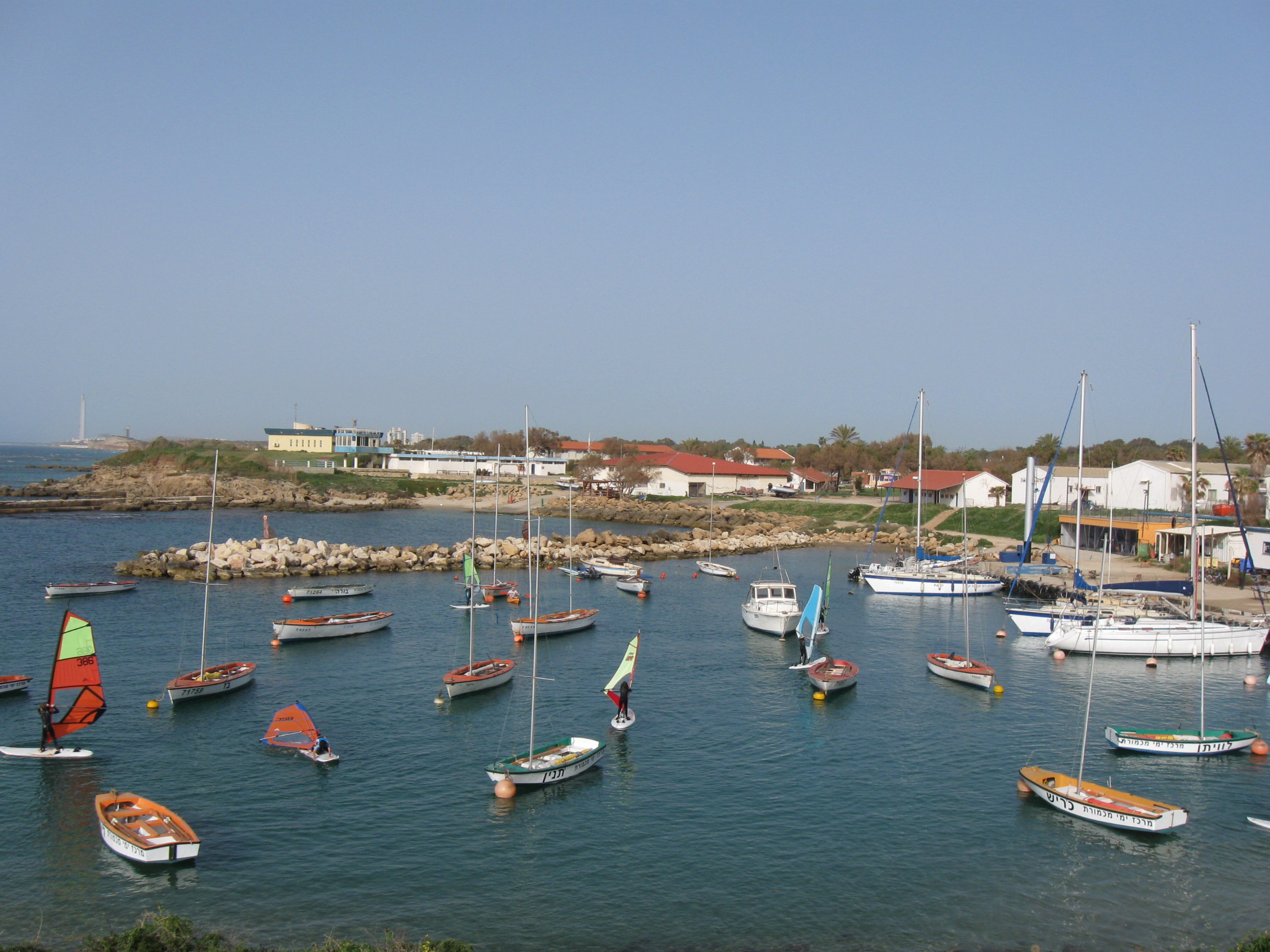
الميناء بتاريخ 19 فبراير 2010
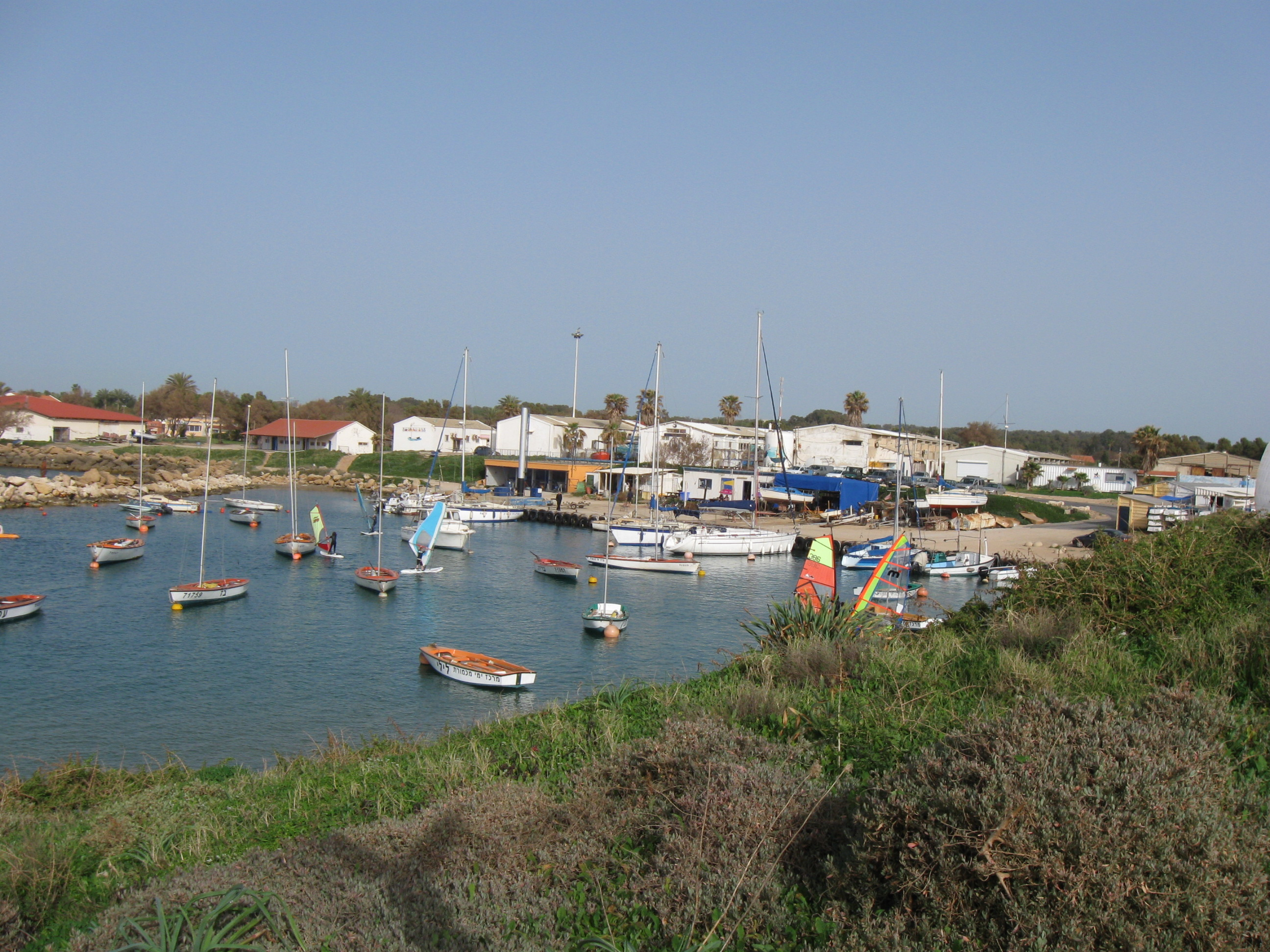
الميناء بتاريخ 19 فبراير 2010
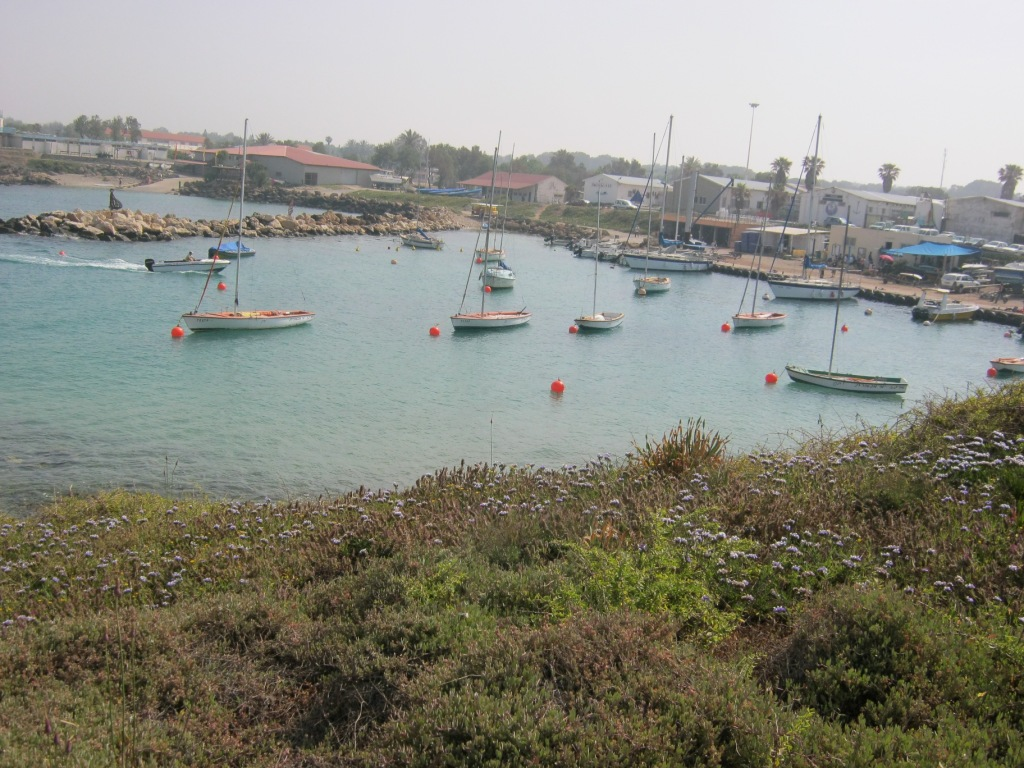
الميناء بتاريخ 4 مايو 2012

## وصلات خارجية
- ميناء أبو زابورة، عام 2007.